# Teorema de Girsanov

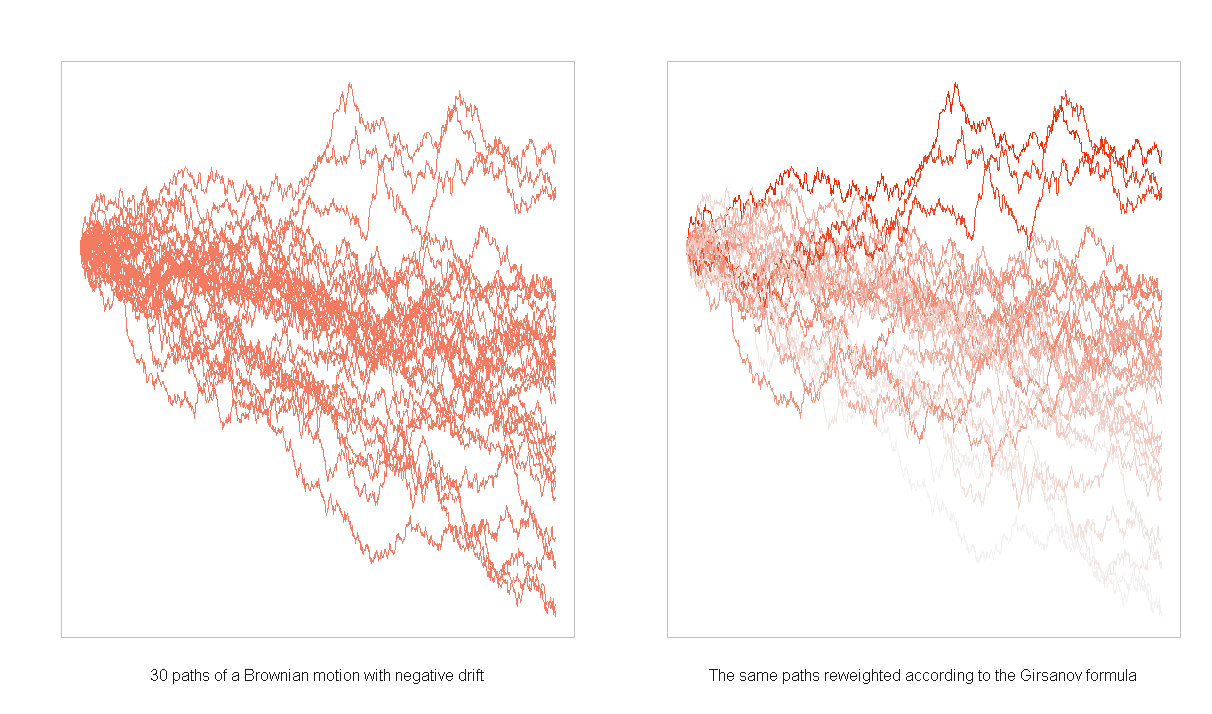
Visualització del teorema de Girsanov. El costat esquerre mostra un procés de Wiener amb deriva negativa sota una mesura canònica P ; al costat dret, cada camí del procés està acolorit segons la seva probabilitat sota la mesura de martingala Q. La transformació de la densitat de P a Q ve donada pel teorema de Girsanov.

En la teoria de la probabilitat, el teorema de Girsanov o el teorema de Cameron-Martin-Girsanov explica com canvien els processos estocàstics sota canvis de mesura. El teorema és especialment important en la teoria de les matemàtiques financeres, ja que explica com es pot convertir de la mesura física, que descriu la probabilitat que un instrument subjacent (com ara un preu de l'acció o un tipus d'interès) prengui un valor o valors particulars, en la mesura de risc neutral que és una eina molt útil per avaluar el valor dels derivats sobre el subjacent.

## Història
Els resultats d'aquest tipus van ser provats per primera vegada per Cameron-Martin a la dècada de 1940 i per Igor Girsanov el 1960. Posteriorment s'han estès a classes més generals de processos que han culminat amb la forma general de Lenglart (1977).

## Importància
El teorema de Girsanov és important en la teoria general dels processos estocàstics, ja que permet el resultat clau que si Q és una mesura que és absolutament contínua respecte a P, llavors cada P-semimartingala és una Q-semimartingala.

## Enunciat del teorema
Enunciarem primer el teorema per al cas especial quan el procés estocàstic subjacent és un procés de Wiener. Aquest cas especial és suficient per a la fixació de preus neutres al risc en el model Black-Scholes.
Deixa {\displaystyle \{W_{t}\}} ser un procés de Wiener a l'espai de probabilitat de Wiener {\displaystyle \{\Omega ,{\mathcal {F}},P\}}. Deixa {\displaystyle X_{t}} ser un procés mesurable adaptat a la filtració natural del procés Wiener {\displaystyle \{{\mathcal {F}}_{t}^{W}\}}; suposem que s'han complert les condicions habituals.
Donat un procés adaptat {\displaystyle X_{t}} definir
{\displaystyle Z_{t}={\mathcal {E}}(X)_{t},\,}
on {\displaystyle {\mathcal {E}}(X)} és l'exponencial estocàstic de X respecte a W, és a dir
{\displaystyle {\mathcal {E}}(X)_{t}=\exp \left(X_{t}-{\frac {1}{2}}[X]_{t}\right),}
i {\displaystyle [X]_{t}} denota la variació quadràtica del procés X.
Si {\displaystyle Z_{t}} és una martingala, llavors es pot definir una mesura de probabilitat Q {\displaystyle \{\Omega ,{\mathcal {F}}\}} tal que el derivat de Radon-Nikodym
{\displaystyle \left.{\frac {dQ}{dP}}\right|_{{\mathcal {F}}_{t}}=Z_{t}={\mathcal {E}}(X)_{t}}
Aleshores, per a cada t, la mesura Q es limita als camps sigma no augmentats {\displaystyle {\mathcal {F}}_{t}^{o}} és equivalent a P restringit a
{\displaystyle {\mathcal {F}}_{t}^{o}.\,}
A més, si {\displaystyle Y_{t}} és una martingala local sota P després el procés
{\displaystyle {\tilde {Y}}_{t}=Y_{t}-\left[Y,X\right]_{t}}
és una martingala local Q a l'espai de probabilitat filtrat {\displaystyle \{\Omega ,F,Q,\{{\mathcal {F}}_{t}^{W}\}\}}.

## Aplicació a finances
Aquest teorema es pot utilitzar per mostrar en el model de Black-Scholes la mesura única de risc neutre, és a dir, la mesura en què el valor raonable d'un derivat és el valor esperat descomptat, Q, s'especifica mitjançant
{\displaystyle {\frac {dQ}{dP}}={\mathcal {E}}\left(\int _{0}^{t}{\frac {r_{s}-\mu _{s}}{\sigma _{s}}}\,dW_{s}\right).}

## Aplicació a les equacions de Langevin
Una altra aplicació d'aquest teorema, també donada en l'article original d'Igor Girsanov, és per a les equacions diferencials estocàstiques. Concretament, considerem l'equació
{\displaystyle dX_{t}=\mu (t,X_{t})dt+dW_{t},}
on {\displaystyle W_{t}} denota un moviment brownià. Aquí {\displaystyle \mu } i {\displaystyle \sigma } són funcions deterministes fixes. Suposem que aquesta equació té una solució forta única {\displaystyle [0,T]}. En aquest cas, el teorema de Girsanov es pot utilitzar per calcular funcionals de {\displaystyle X_{t}} directament en termes d'una funcional relacionada amb el moviment brownià